# Jean de la Vallée

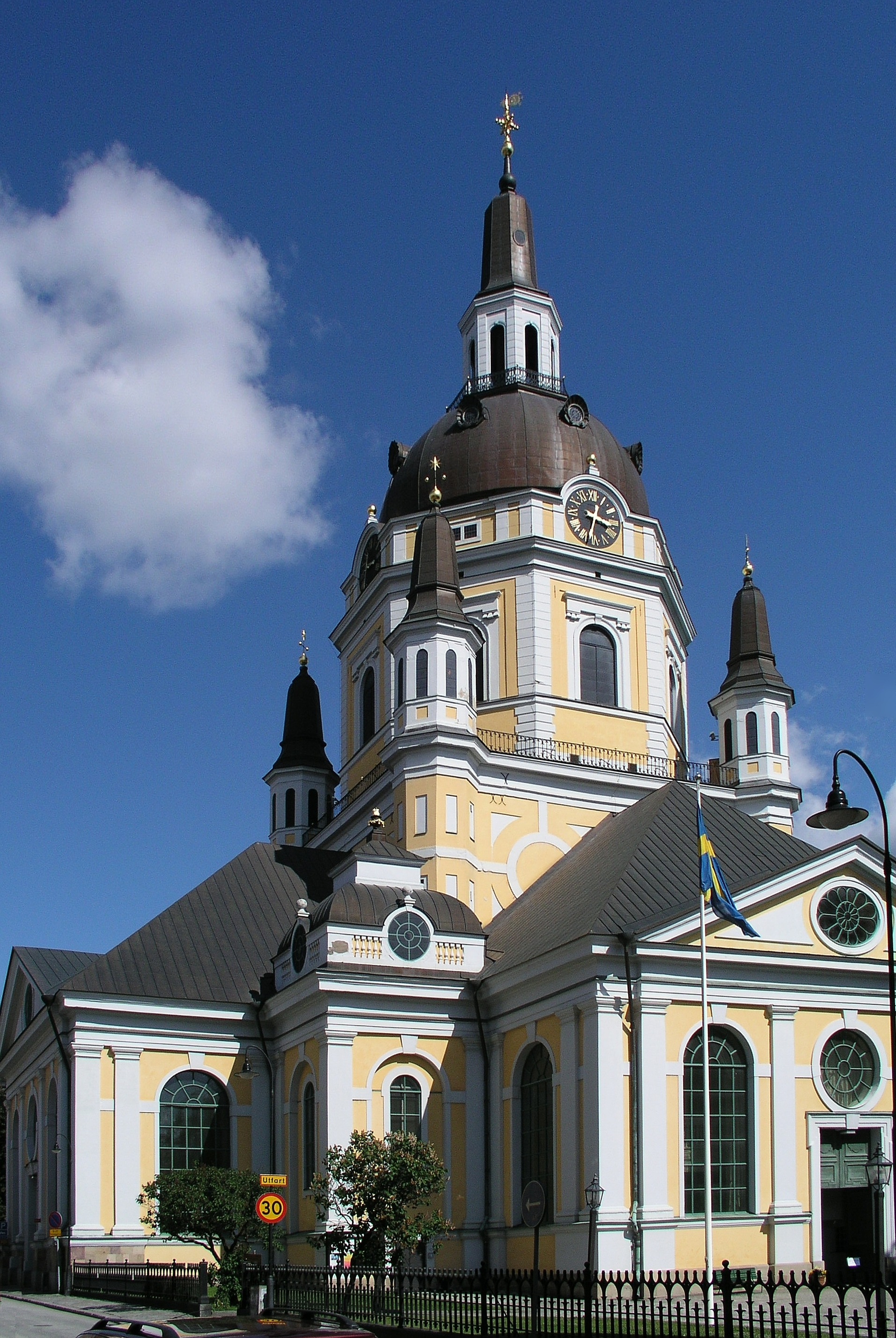
Katarina kyrka.

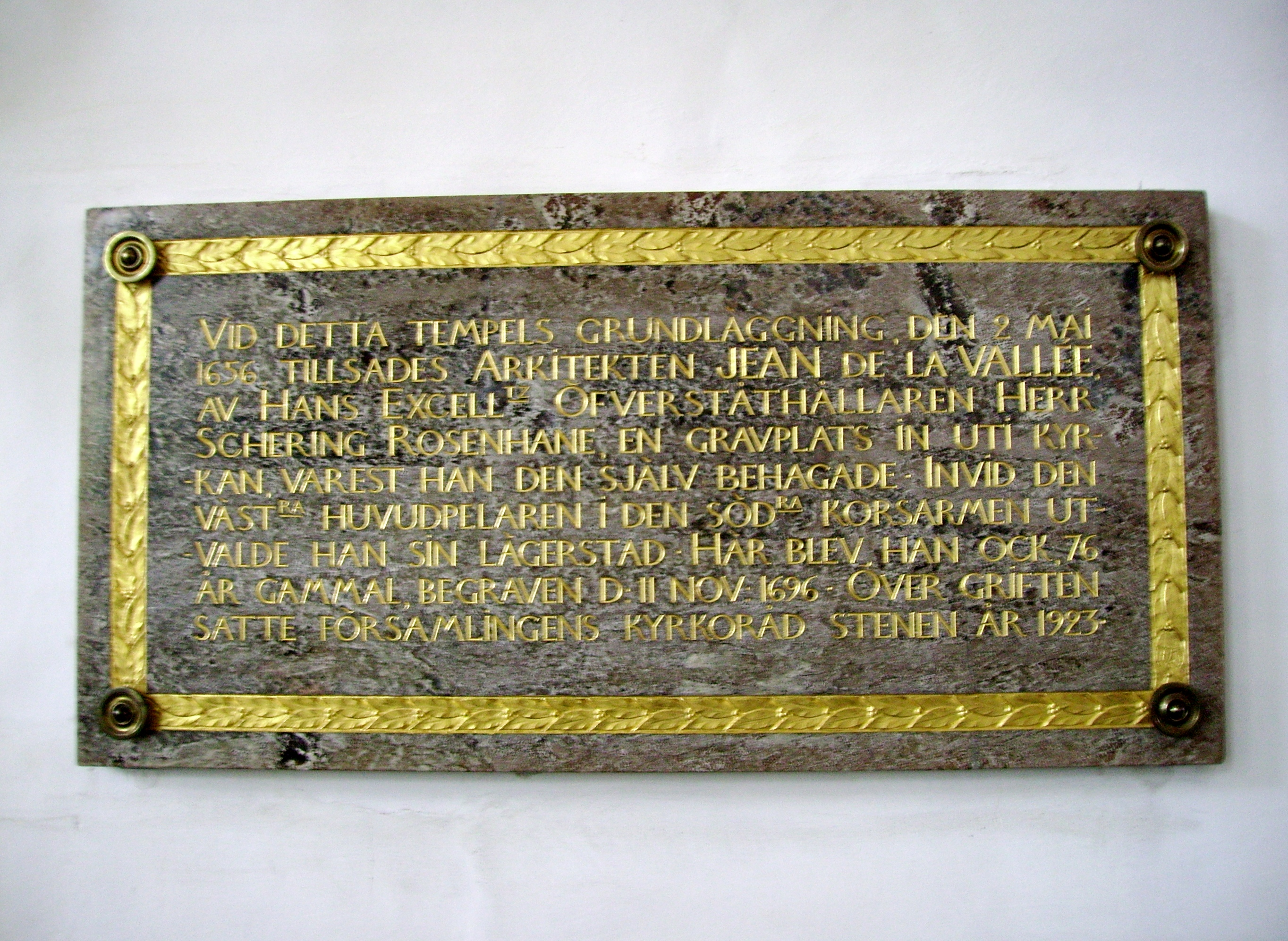
Jean de la Vallées gravvård i Katarina kyrka.

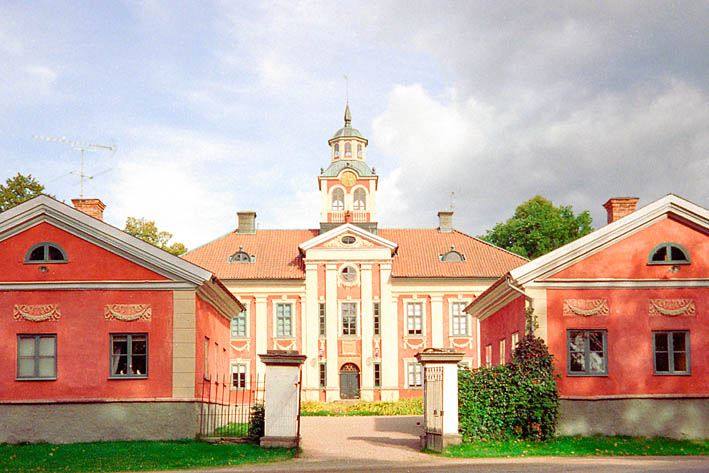
Mariedals slott.

Jean de la Vallée, född 1624 i Frankrike, död 9 mars 1696 i Stockholm, var en fransk-svensk arkitekt.

## Biografi
Jean de la Valée var son till Simon de la Vallée och Marguerite de Villers. Fadern dödades 1642 mitt under planeringen av Riddarhuset. Sonen Jean fick ta över efter att flera andra arkitekter varit involverade. de la Vallée utnämndes därefter till riksarkitekt och var kunglig arkitekt mellan 1651 och 1680. de la Vallée var den förste svenske konstnär som fick statligt bekostad utbildning i konstcentra som Paris och Rom. Hans främsta verk är ombyggnadsprojektet för slottet Tre Kronor i romersk klassicism, en föregångare till Nicodemus Tessin den yngres slott och projekterade slottsomgivningar.
de la Vallées karriär tog under 1660-talet en annan vändning då han kallades att bygga upp Kommerskollegium och då han 1671 valdes till borgmästare i ämbets- och byggningskollegium. Ända till slutet av sin levnad lade han stadsplaneförslag och ritningar till privata byggnader. Han utbildade flera skickliga arkitekter och ingenjörer med svärsonen Mathias Spieler i spetsen. En av de la Vallées underarkitekter var landsmannen Johan Mel som fortsatte som fortifikationsarkitekt i provinserna. I en handling i Kammararkivet från 1686 skriver de la Vallee att han och hans elever skapat många estetiskt tilltalande byggnader i rikets städer såväl som på landet. Dessa skulle visa hur väl arkitekten använt statsmedlen för vilka han var redovisningsskyldig under Karl XI:s reduktion.
Den mest kända byggnaden av de la Vallée är Riddarhuset, vars fasader dock utformades av Justus Vingboons och kompletterades med de stora rundfönster som anses som ett signum för Jean de la Vallée. Det är främst det vackra, karnissvängda koppartaket som bildat skola men även fasadindelningen med stora pilastrar mot synligt murtegel. Det tvådelade taket blev snart stilideal på alla förnäma hus från timrade herrgårdar till stadspalats i sten, en taktyp som var vanlig till 1700-talets mitt. de la Vallées namn är också förknippat med de första centralkyrkorna i Stockholm av italiensk-holländsk typ som Katarina och Hedvig Eleonora kyrkor. Som privatarkitekt stod de la Vallée särskilt nära den holländska republikens klassiska arkitektur där fasaderna indelas av kolossalpilastrar, trefönstergrupp i mittpartiet (Karlberg, Venngarn, Mariedal, van der Nootska palatset) gavelkrön häröver samt högt valmat tak, i Sverige senare utvecklat till säteritak med två fall.
Ritningar av Jean de la Vallée finns i Nationalmuseum, Stadsarkivet och Riddarhusarkivet samt studieteckningar av ännu ej utförda herrgårdar i Granhammarssamlingen, Nordiska museets arkiv. Dessa har i forskningen ofta hopblandats med ritningar av Tessin den äldre. Ett problem är att få fasadritningar i större skala har bevarats av de la Vallée. Däremot finns flera små kopior som av Katarina kyrka, Näsby med flera. Det är endast i Riddarhusritningarna betraktaren kan förmärka arkitektens drivna ritstil, särskilt i presentationsritningen från 1666, men även i den närmast kompletta serien av arbetsritningar i stort format i Riddarhusarkivet.
Jean de la Vallée var därtill en skicklig trädgårdsarkitekt med en egenartad blandning av franskt och italienskt. Fortfarande "nyupptäcks" dennes verk, exempelvis Rydboholms barockpark av vilken endast en stor damm och några terrasser finns kvar, till vilken ritningsförslagen påträffades i Skoklosters ritningssamling 2002 och perifera avläggare som den för ätten Svab vid dess bergsmansgård i Dalarna. En av de la Vallées döttrar var gift Svab. Bland arkitektens stadsplaner skall i första hand nämnas Carl Gustafs stad, Eskilstuna samt flera outförda förslag till Slussenområdet i Stockholm 1680, hantverksstad vid Danviken samt förslag till Nya Lidköping för greve Magnus Gabriel De la Gardie för vilken de la Vallée utförde många arbeten.

## Familj och adelskap
Jean de la Valée gifte sig 1654 med Anna Maria Böös. År 1692 adlades han men löste aldrig ut sitt adelsbrev. Sonen Christoffer de la Vallée adlades 1695 för faderns förtjänster men ätten utdog 1706. Vapenskölden i Riddarhuset med två blå gripar har så stora likheter med den italienska patricierätten Della Valles vapensköld att släktskap kan ha förelegat.

## Byggnadsverk i urval
- Riddarhuspalatset, takarkitektur, planerade flyglar
- Axel Oxenstiernas palats, ofullbordat
- Orangeriet på Ulriksdals slottsområde
- Bondeska palatset, Stockholm
- Thomas van der Noots palats, attribuerat, stucktak av Mathias Spieler
- Paulis malmgård vid Folkungagatan, nu Katolska domkyrkans församlingshus, attribuerat
- Tukthuset, Stockholms barnhusområde
- Fredrikshovs slott, fd de la Valléeska malmgården. Villabyggnad i korsform ca 1660, Östermalm
- Skoklosters slott, trädgårdsanläggning, projekt till sjögård
- Rydboholms slott, flera förslag till barockpark från 1660-talet i Skoklostersamlingen
- Hässelby slott, Spånga, gårdskapell och bibliotek i vindsetaget, flyglar
- Karlbergs slott
- Ekolsunds slott, Uppland
- Näsby slott, Täby kommun, attribuerat utifrån projektritningar i Nationalmuseum
- Runsa slott, Uppland, attribuerat
- Tärnö, Södermanland, modernisering (byggherre som Djursholm), attribuerat
- Fullerö slott, attribuerat
- Stenhammars slott, Södermanland
- Katarina kyrka
- Hedvig Eleonora kyrka
- Mora kyrka, tornspira
- Wrangelska palatset, trappanläggning, altaner m.m.
- Mariedals slott, Ova socken, Västergötland, attribuerat
- Öster Malma slott, Södermanland
- Stora Hornsberg, rivet 1890-talet, Kungsholmen
- Venngarns slott (1653–1670)[3]
- Lejonanckerska klädesfabriken Malongen, Malmgårdsvägen i Stockholm, attribution
- Djursholms slott, byggherre som Tärnö. Äv. Tessin d.ä. konsulterades